# Пантелеймонівський собор (Київ)
Пантелеймонівський собор — храм Свято-Пантелеймонівського жіночого монастиря розташований в урочищі Феофанія на південній околиці Голосіївського району Києва за адресою — вулиця Академіка Лебедева, 19. Пам'ятка архітектури та містобудування місцевого значення.

## Історія

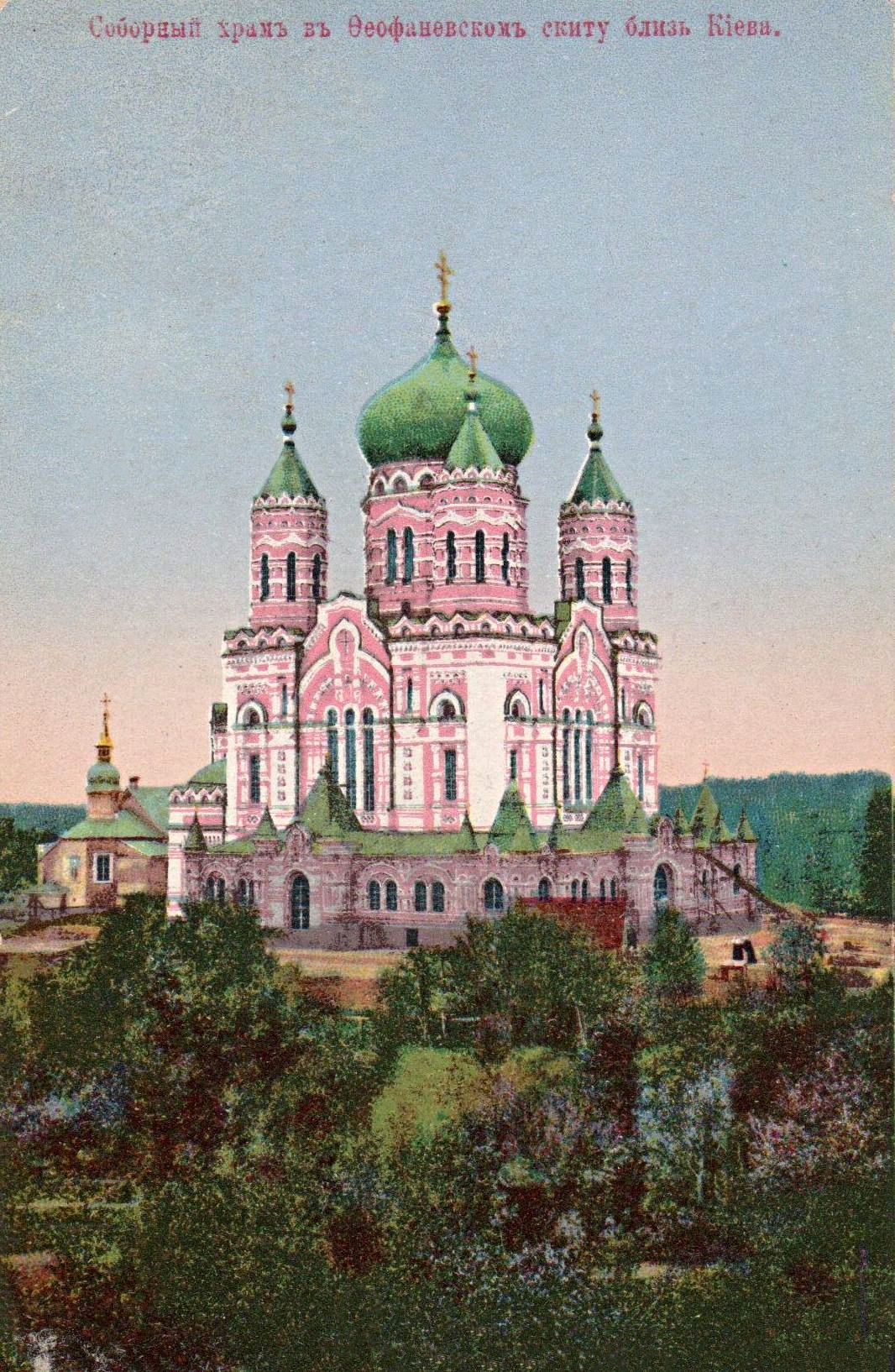
Пантелеймонівський собор на листівці початку ХХ століття

Пантелеймонівський монастир розташований у місцевості, яка раніше мала назву «Лазарівщина». З 1802 тут знаходився будинок вікарія — намісника Михайлівського Золотоверхого монастиря. У 1802—1803 збудовано і освячено перший храм на честь Чуда Архангела Михаїла. Феофанією цю місцевість благословив називати митрополит Київський Гавриїл.
На початку 20 століття ченці Феофаніївського скиту звернулися до консисторії з проханням про будівництво нового собору, бо ті що існували в скиту раніше вже не могли прийняти величезної кількості прихожан. 16 липня 1905 за проектом Євгена Єрмакова було закладено великий собор. 1 липня 1914 відбулось урочисте освячення нового київського храму.
З початку свого існування собор мав, окрім головного, 2 вівтарі. Один на спомин чуда архістратига Михаїла у Хонах, інший на честь преподобного Сергія Радонезького. До однієї з головних святинь храму належить частка мощей цілителя Пантелеймона. Прихожани вірять, що доторкнувшись до них можна зцілитися від будь-якої хвороби.
У 1920-ті собор розграбований і закритий радянською владою.
Сильних руйнацій, які привели його до майже повного знищення, зазнав собор під час радянсько-німецької війни. Саме в цьому місці проходила лінія оборони Києва восени 1941 і будівля собору мала дуже велике воєнно-стратегічне значення (як висотна будівля з якої можна вести прицільний вогонь), тому храм зазнав потужного мінометного удару. Внаслідок цього, а також внаслідок подальшого безгосподарського і антирелігійного ставлення радянської влади Пантелеймонівський собор знаходився у жалюгідному стані до 1990-х.
Після війни в його стінах розміщались цехи Інституту механіки АН УРСР.
Використовуючи приміщення собору, директор Інституту математики АН УРСР академік АН УРСР Лаврентьєв Михайло Олексійович з колегами досліджував дію підводного вибуху, виконуючи експериментальну перевірку розвиненої їм теорії. Одночасно на цій території під керівництвом академіка АН УРСР С. О. Лебедєва діяла лабораторія, яка займалася створенням першої в СРСР і на європейському континенті цифрової Малої електронної обчислювальної машини.

## Сучасний стан

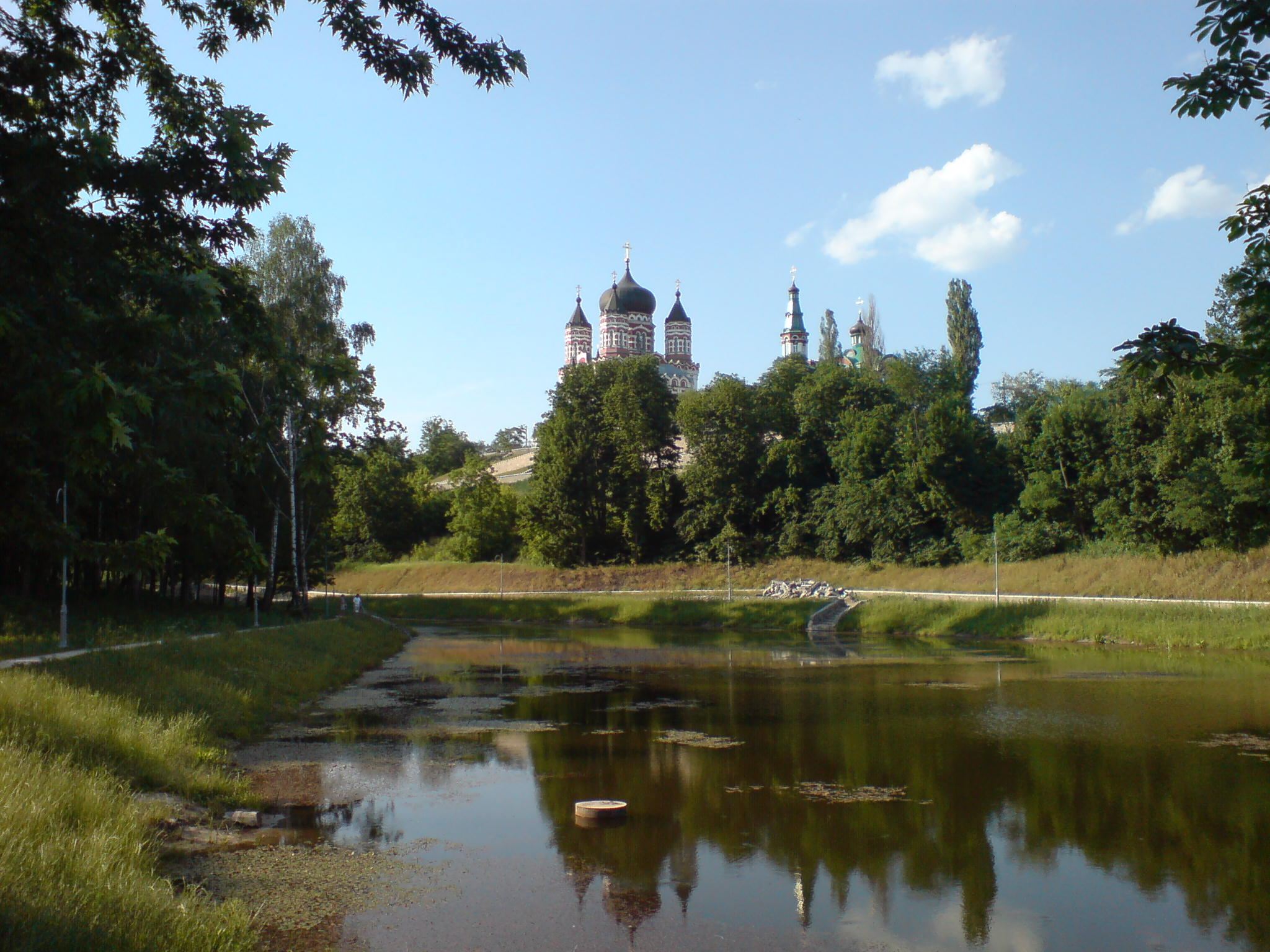
Вид з садово-паркового комплексу НАН України «Феофанія» на верхній ставок та Свято-Пантелеймонівський монастир

7 травня 1990 року Свято-Пантелеймонівський собор було повернуто Українській Православній Церкві і в ньому розпочалися відновлювальні роботи. З 1993 року при соборі був відкритий скит київського Свято-Покровського жіночого монастиря. У 1998 році Свято-Пантелеймонівський собор було освячено Блаженнішим Митрополитом Київським і всієї України Володимиром, а з 2002 року рішенням Священного Синоду Свято-Пантелеймонівський скит стає окремим жіночим монастирем.
Зараз реконструкція собору триває, ведуться роботи з відновлення іконостасу.
У районі собору розміщені Інститут теоретичної фізики ім. М. М. Боголюбова Національної академії наук України, Науковий центр екомоніторингу та біорізноманіття мегаполісу НАН України, Садово-парковий комплекс НАН України "Феофанія", до якого примикає Хотівське городище скіфських часів (6-4 ст. до н. е.).
У Голосіївському лісі поблизу собору та монастиря розташовані: Клінічна лікарня "Феофанія" Державного управління справами, Всеукраїнський Центр Радіохірургії, Національний експоцентр України, Інститут бджільництва ім. П. І. Прокоповича, Національний музей бджільництва України, Головна астрономічна обсерваторія НАН України Національної академії наук України, Національний музей народної архітектури та побуту України.

## Галерея

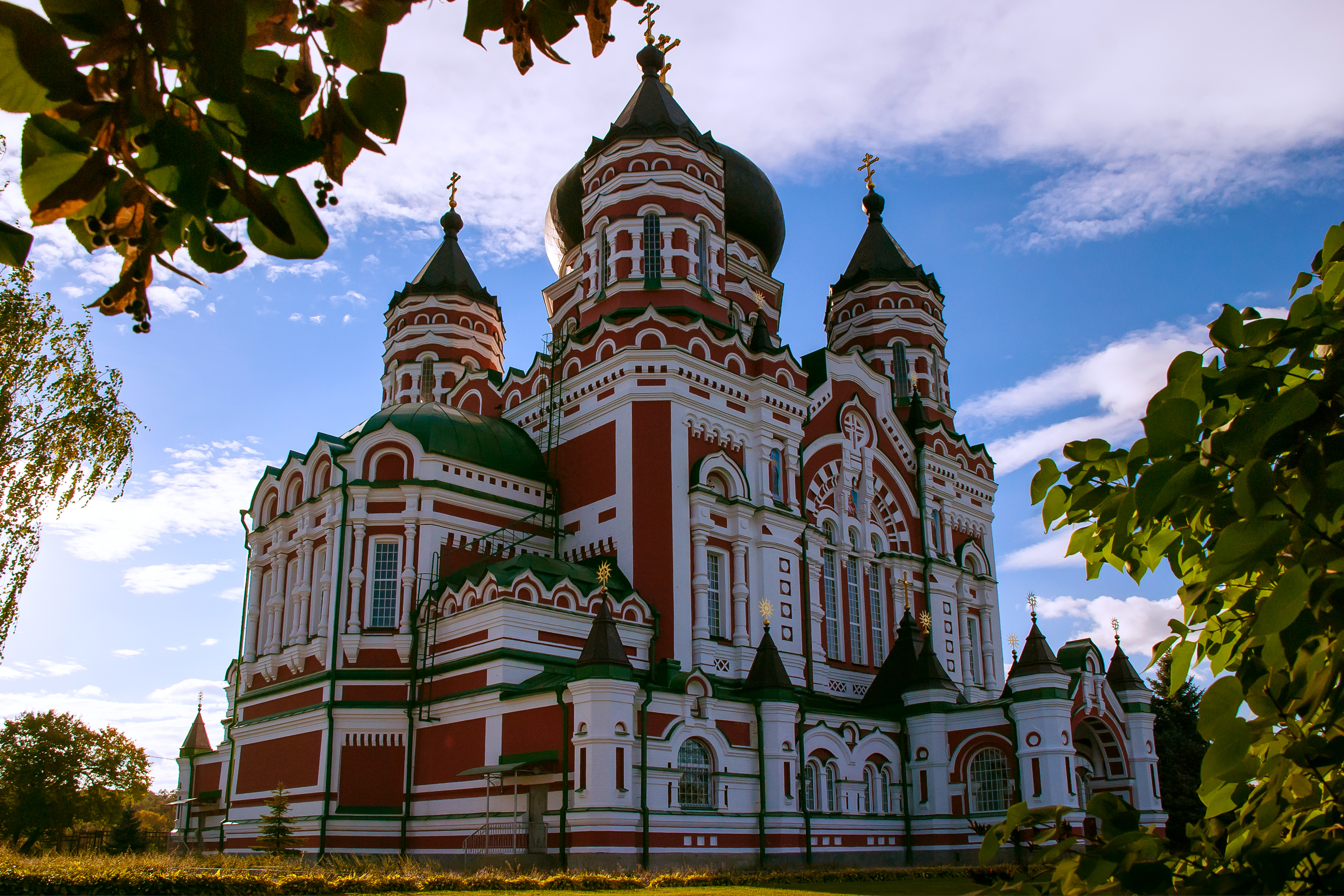
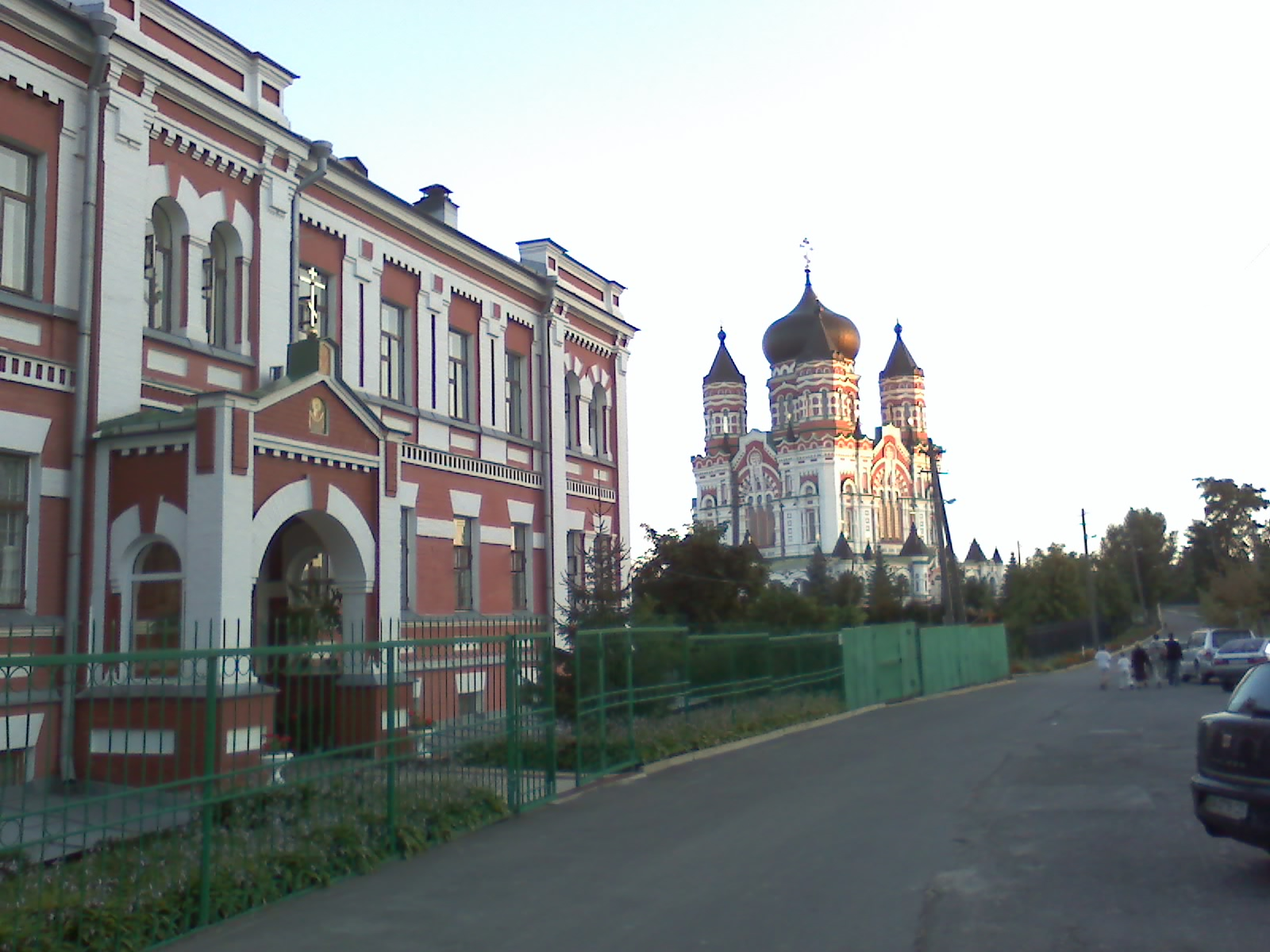
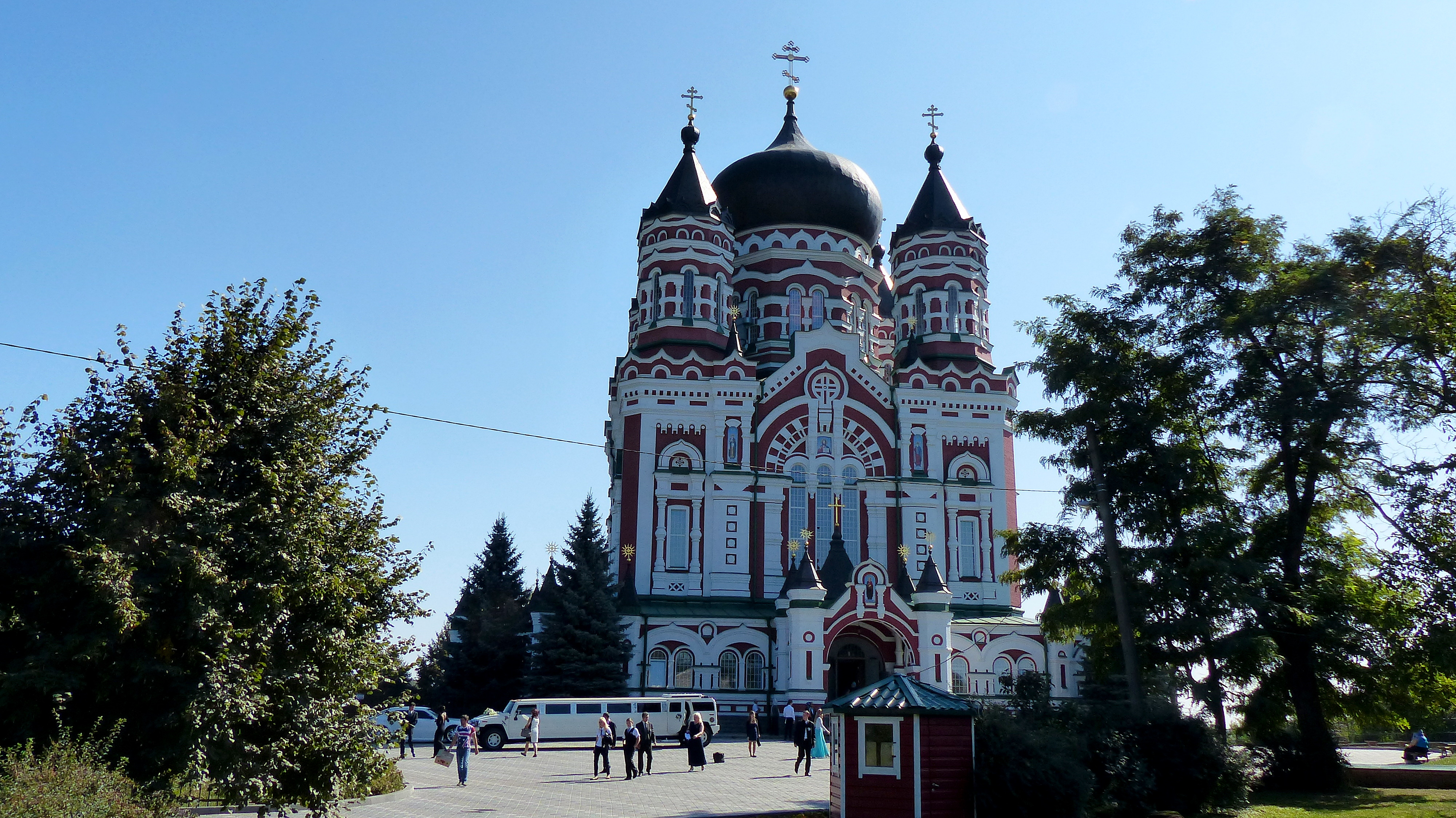
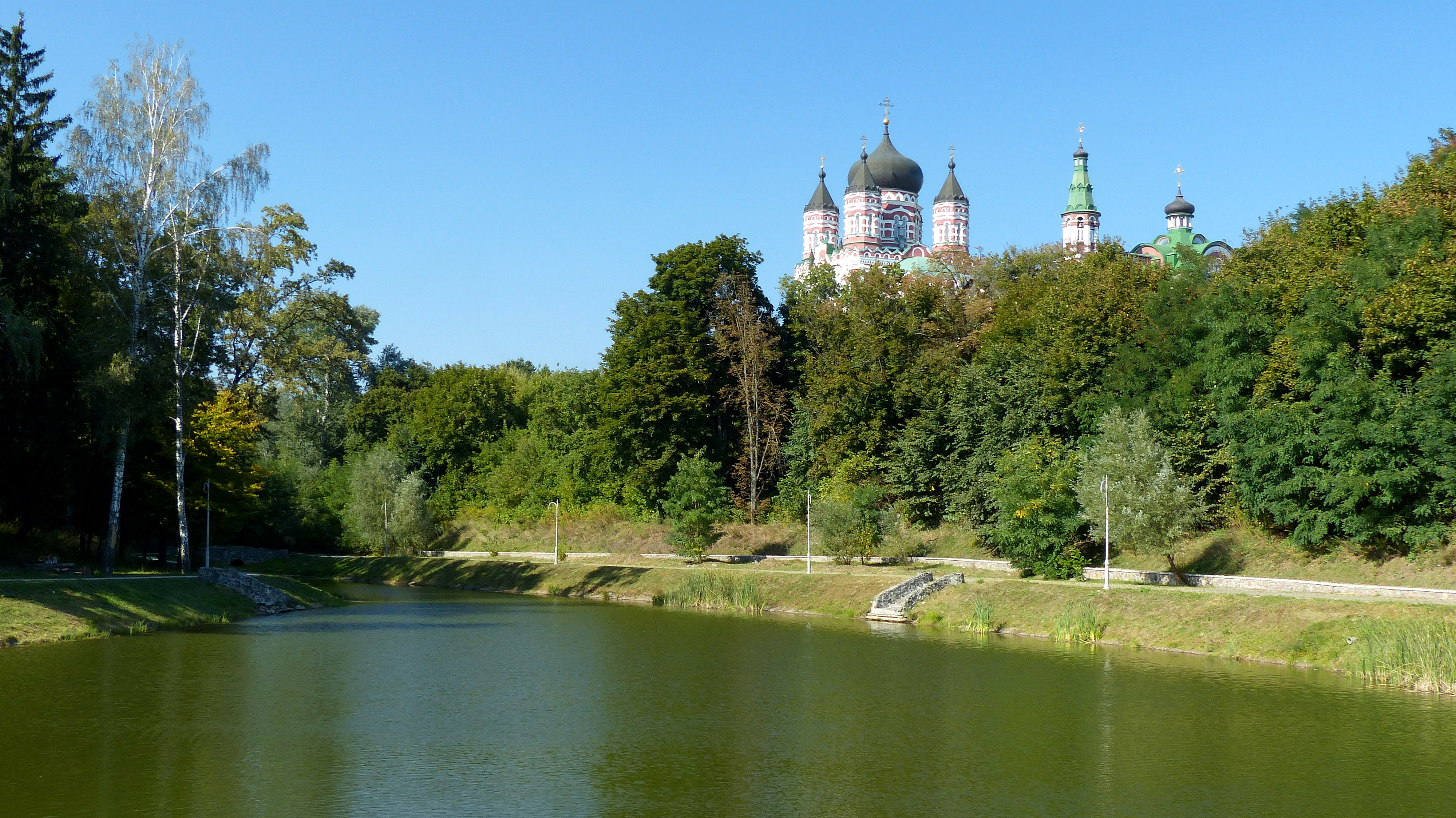
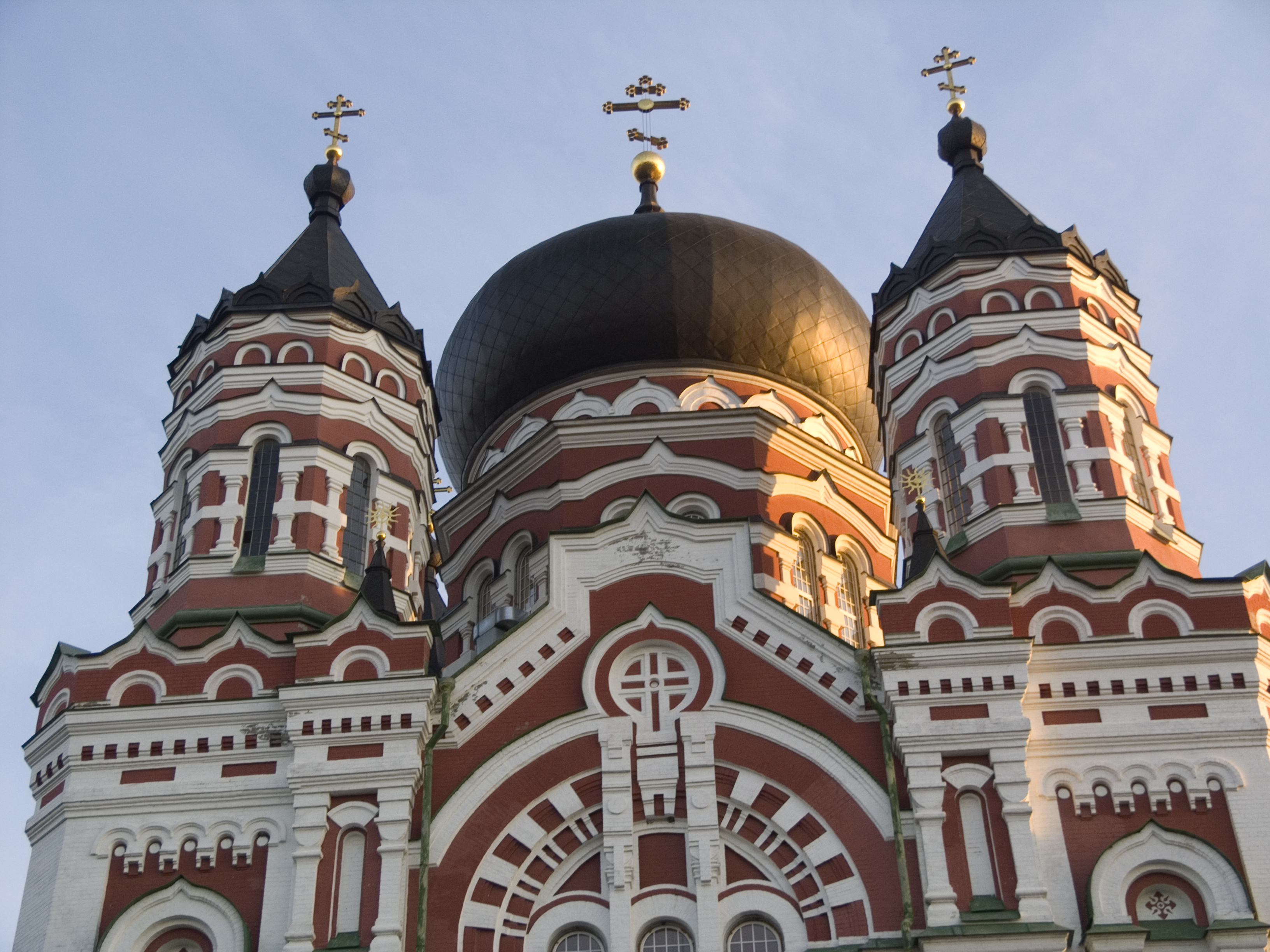
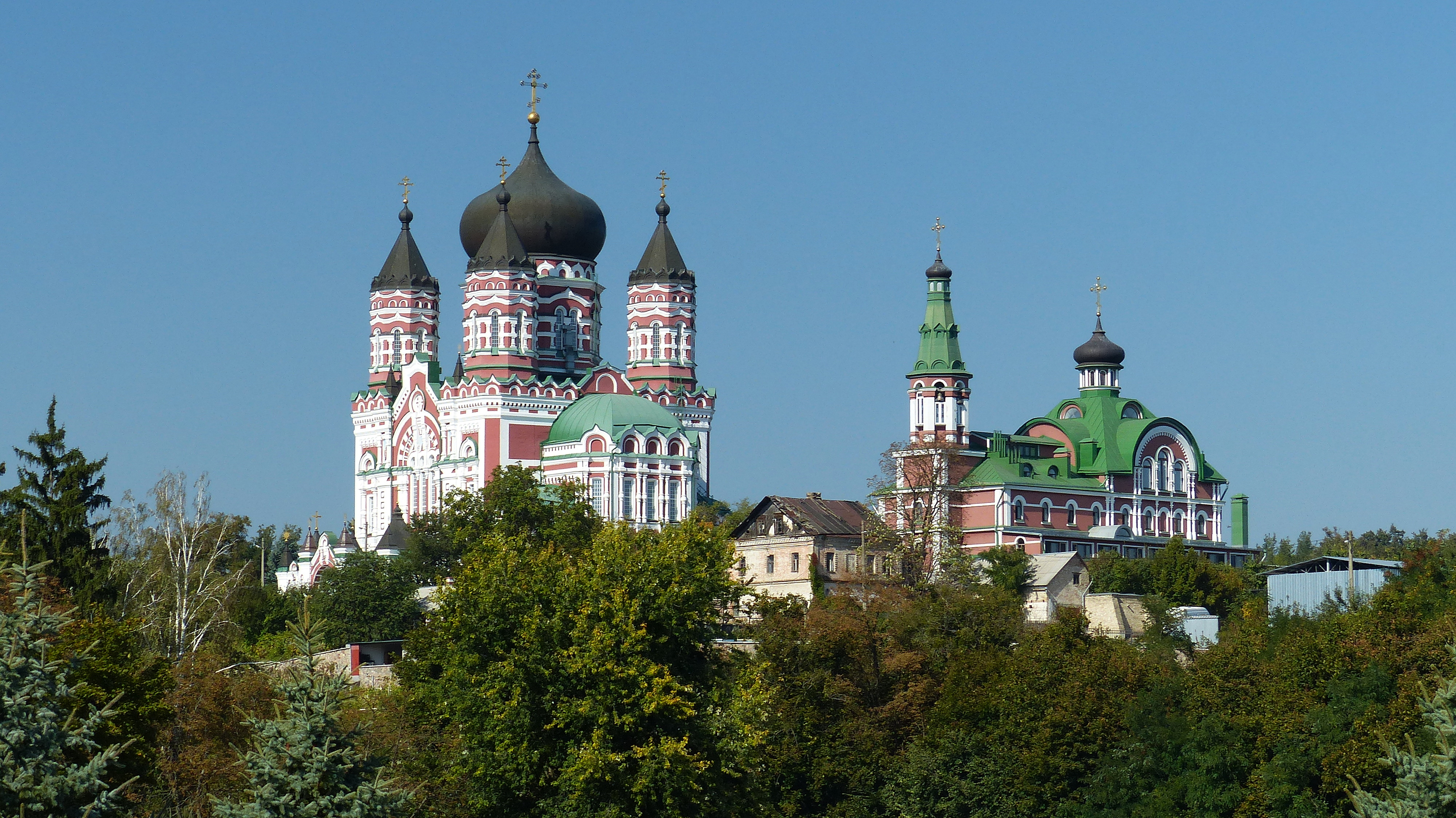
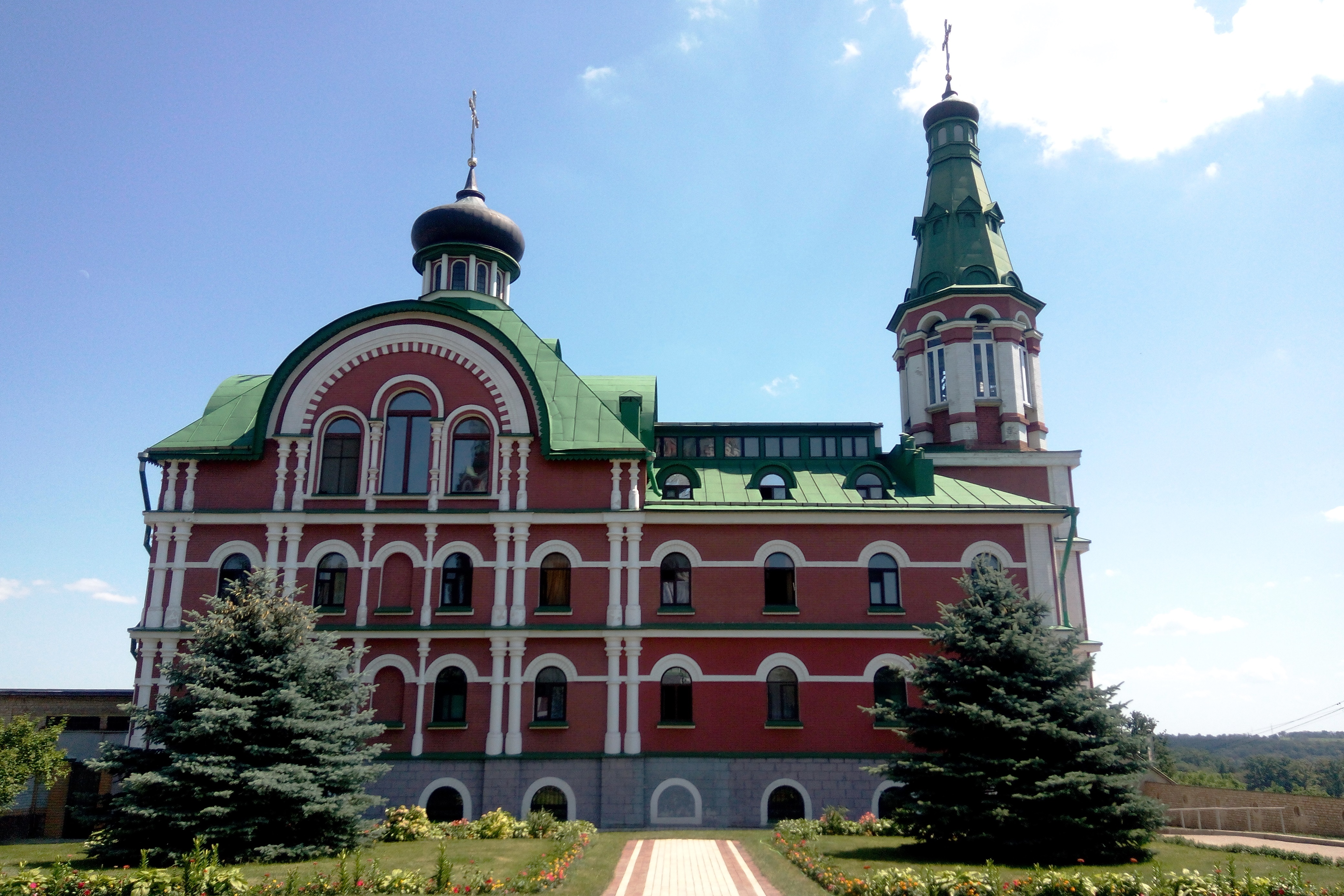
Малий храм монастиря
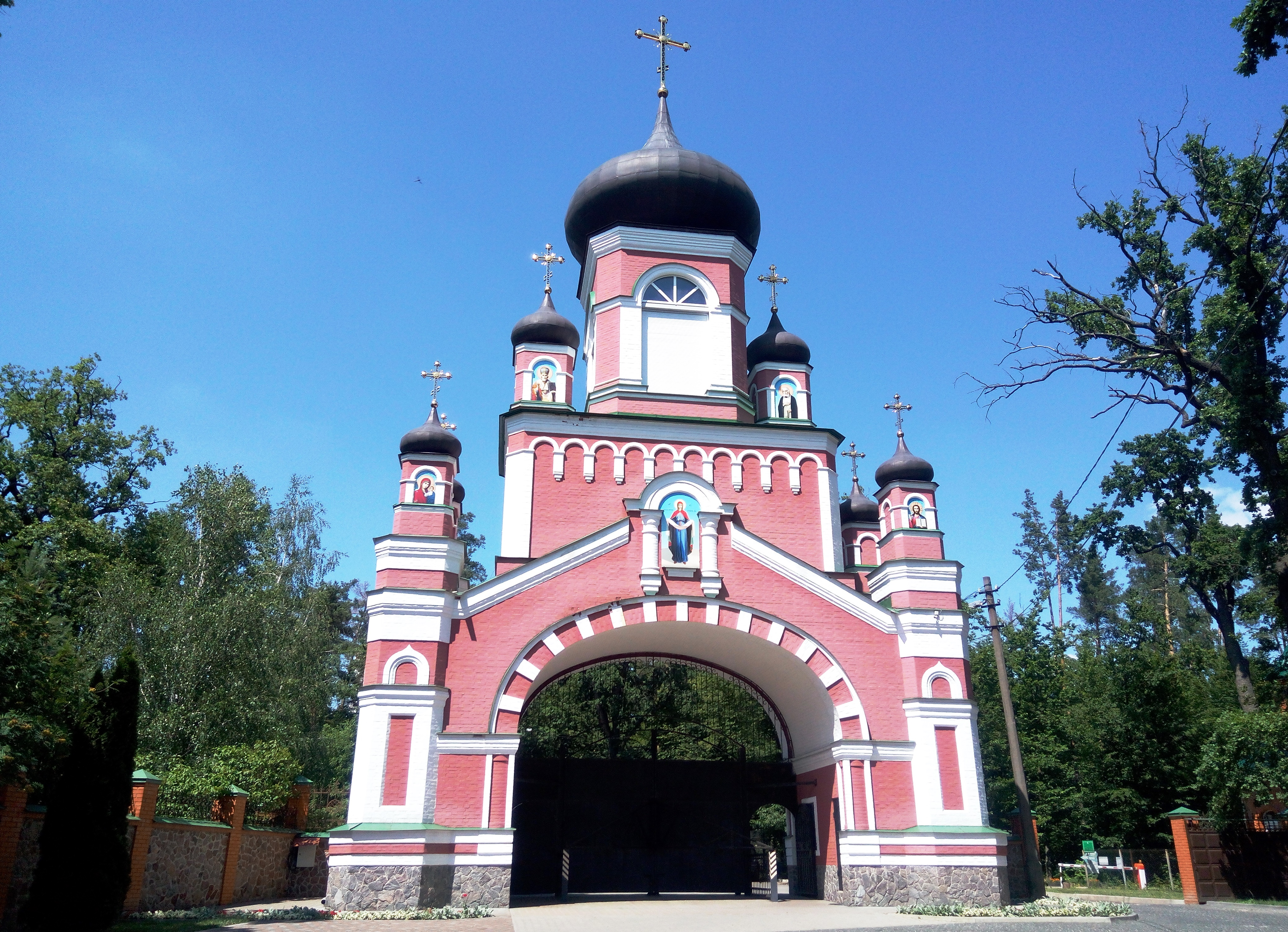
В'їзна брама